# Obóz jeniecki NKWD w Szepetówce
Obóz jeniecki NKWD w Szepetówce – przejściowy obóz jeniecki utworzony 20 września 1939 roku z rozkazu Ludowego Komisariatu Spraw Wewnętrznych ZSRR dla przetrzymywania jeńców polskich z tzw. pierwszej grupy.
Mieścił się w Szepetówce na Ukrainie. 

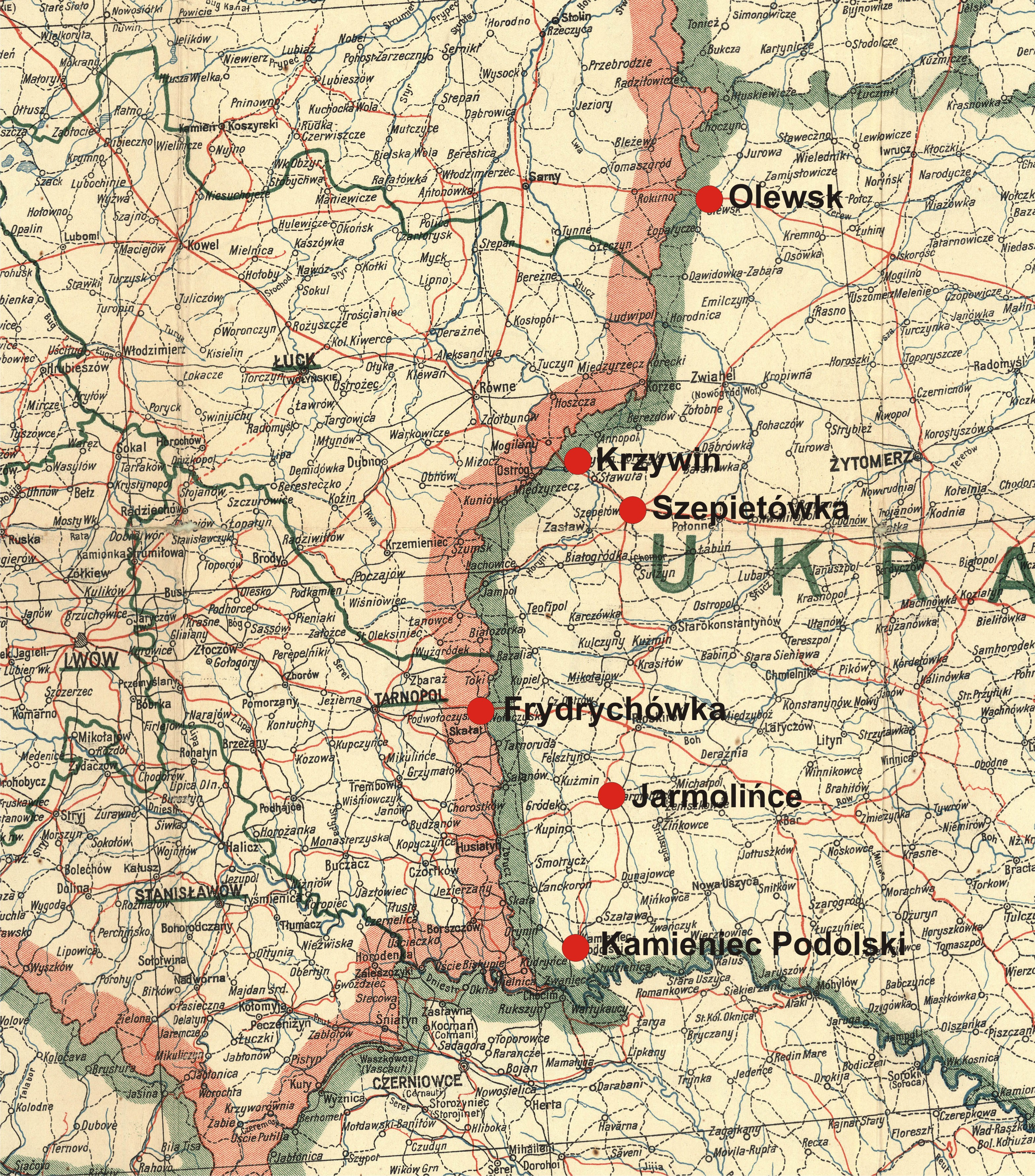
Punkty zdawczo-odbiorcze NKWD jeńców polskich z Frontu Ukraińskiego 1939

Sowieccy dowódcy Frontów Ukraińskiego i Białoruskiego wydali rozkazy dotyczące polskich jeńców wojennych. Zgodnie z nimi utworzono szereg punktów zbornych, w których Armia Czerwona przekazywała polskich jeńców organom NKWD. Początkowo istniały punkty m.in. na stacji Chorowicze, w Jersza, w Pohrebiszczu, w Chyrówce. Jeszcze 20 września 1939 Beria wydał rozkaz, by utworzyć nowe punkty i obozy przejściowe, w tym w Olewsku, Szepetówce, Pogranicznej, Wołoczyskach, Jarmolińcach, Kamieńcu Podolskim. Jednocześnie nakazał, by do 21 września dyslokować jeńców ze stacji Chorowicze na stację Olewsk, z Jersza do Szepetówki, z Pohrebiszcza do Wołoczysk, z Chyrówki do Jarmolińców.

Obozy NKWD dla jeńców polskich

Obóz funkcjonował od 20 września 1939 do lutego 1940. Był jednym z największych punktów, w ciągu kilku miesięcy istnienia przyjął około 30 tysięcy osób. Tu następowała wstępna rejestracja jeńców. Stąd jeńców-oficerów wywożono do obozów, na początku do Putywla, Juży, Kozielska i Starobielska. Żołnierzy wywożono do obozów pracy. W lutym 1940 zakończono „rozładowywanie” obozu. 
Obóz umiejscowiony był na terenie dawnych koszar Armii Czerwonej. Teren był rozległy, z wieloma drewnianymi barakami, pełen błota. Same baraki dawały jedynie prowizoryczne schronienie przed zimnem i deszczem. Ludzie zmuszeni byli spać na cementowych podłogach i na rozrzuconej słomie. Oficerów umieszczono w oddzielnych barakach i w budynku koszar z takim samym „wyposażeniem”. Jeńcy otrzymywali dziennie 100 gramów chleba i co trzeci dzień gotowany obiad – zupę z kaszy. Wydawanie posiłków odbywało się według socjalistycznego porządku, to znaczy najpierw „sołdatom”, a na końcu „gienierałom”. Po zupę trzeba było czekać od godziny 5 rano do 17 wieczór. Żołnierze zbierali sobie żołędzie i gotowali z nich „kawę”. Codziennie docierały nowe transporty. Przywożono nie tylko wojskowych, ale i policjantów, żołnierzy i oficerów Korpusu Ochrony Pogranicza i funkcjonariuszy służby więziennej.  
Rejestracja jeńców odbywała się nocą. Budzono żołnierzy i z całym „dobytkiem” kazano stawić się w wyznaczonym baraku. Komisja składała się z kilkunastu enkawudystów, mężczyzn i kobiet. Wszystkie posiadane przedmioty wykładano na stół, oglądano dłonie, jak wspomina jeniec, żeby sprawdzić, „czy nie pańskie”. Enkawudyści zadawali proste pytania: rok urodzenia, miejsce urodzenia i zamieszkania, zawód. Rejestrację powtarzali oni dwa lub trzykrotnie, by sprawdzić identyczność zeznań, zadawali dodatkowe pytania o stopień wojskowy, rodzaj jednostki i o to, gdzie zostało się zatrzymanym. W przypadku posiadania książeczki wojskowej, jeńcy nie mieli większych kłopotów, by potwierdzić zeznania. 
Część żołnierzy po rejestracji i selekcji funkcjonariusze NKWD przekazali stronie niemieckiej, część zwolnili, w tym dużo narodowości białoruskiej i ukraińskiej. 
Jeńcami tego obozu byli m.in.:
- generał Stanisław Haller[4] (zamordowany w Charkowie)
- generał Mieczysław Smorawiński (zamordowany w Katyniu)
- pułkownik Antoni Mosiewicz[8]
- pilot Franciszek Malczewski
- kpt. Wacław Antoniewicz.